# Вєрник Ігор Емільович
І́гор Емі́льович Вє́рник (нар. 11 жовтня 1963, Москва) — радянський і російський актор театру та кіно, продюсер, радіо- та телеведучий, музикант, заслужений артист Росії (1999), народний артист Росії (2016).

## Біографія
Ігор Вєрник народився 11 жовтня 1963 року в сім'ї режисера Всесоюзного радіо, народного артиста Росії Еміля Григоровича Вєрника (нар. 4 вересня 1924) та педагога музичної школи Ганни Павлівни Вєрник.
1984 року закінчив школу-студію МХАТ (курс І. Тарханова). З 1986 року — артист МХТ ім. Чехова. Відомість до Ігоря Вєрника прийшла на початку 1990-х років і багато в чому завдяки його чарівній усмішці — візитній картці актора.
Часто запрошується до журі Вищої ліги КВК; сім разів був членом журі фестивалю КВК «Голосящій КіВіН» (2000, 2001, 2003, 2005, 2006, 2008, 2010).
Брав участь у телепроєкті Першого каналу «Льодовиковий період» у парі з Албеною Денковою.
Був одружений із Марією Вєрник із 2000 до 2009 року, син Григорій Вєрник (нар. 1999).
Старший єдиноматерній брат Ростислав Дубинський (старший на 9 років) — актор, він закінчив школу-студію МХАТ.
Брат-близнюк Вадим Вєрник (нар. 11 жовтня 1963) — телеведучий.

## Політична діяльність
- 9 лютого 2012 року був зареєстрований як довірена особа кандидата у президенти Росії Михайла Прохорова[8].
- У січні 2016 року взяв участь у флешмобі на підтримку Рамзана Кадирова[9]

## Громадська діяльність
Є засновником Благодійного фонду підтримки діячів мистецтва «АРТИСТ», заснованого в 2008 році.

## Визнання й нагороди
- Народний артист Росії (2016)
- Заслужений артист Росії (1999)
- Заслужений артист Чеченської республіки (2013)[10]

## Творчість

### Ролі в театрі
- «Тартюф» — Даміс
- «Портрет» — Психіатр
- «Варвари» — Дробязґін
- «Іванов» — Боркін
- «Яма» Купріна — Лихонін
- «Кабала святош»
- «Новий американець»
- «Ретро»
- «Татуйована троянда» Тенессі Вільямса
- «Ундіна»
- «Король Лір»
- «Жінка з моря» — Люнґстран
- «Процес»
- «Примадони» — Дункан
- «Піквікський клуб» — Додсон
- «Свідок обвинувачення» — Леонард Воул
- «Номер 13D» — Річард Віллі
- «Майстер і Маргарита» — конферансьє Вар'єте Жорж Бенгальський

### Вибрана фільмографія

#### Кіно
| Рік  | Фільм               | Оригінальна назва        | Роль                 |
| ---- | ------------------- | ------------------------ | -------------------- |
| 1994 | Майстер і Маргарита | рос. Мастер и Маргарита  | Юда Іскаріот         |
| 2006 | ЖАRА                | рос. Жара                | працівник кіностудії |
| 2006 | Ліфт                | рос. Лифт                | Григорій             |
| 2007 | Чоловіча інтуїція   | рос. Мужская интуиция    | Кирило               |
| 2007 | 12                  | рос. 12                  | свідок               |
| 2010 | Все в порядку, мама | рос. Всё в порядке, мама | Олег                 |
| 2012 | Той ще Карлосон!    | рос. Тот ещё Карлосон!   | тато Малюка          |
| 2012 | Мами                | рос. Мамы                |                      |
| 2014 | Чемпіони            | рос. Чемпионы            | спортивний чиновник  |

#### Серіали
| Рік початку участі | Серіал          | Оригінальна назва    | Роль                                                  | Кількість серій |
| ------------------ | --------------- | -------------------- | ----------------------------------------------------- | --------------- |
| 2008               | Татусеві доньки | рос. Папины дочки    | камео                                                 | 1 серія         |
| 2012               | Далекобійники 3 | рос. Дальнобойщики 3 | Іван Олексійович Шубін, колишній шеф Івана (3 серія)  |                 |
| 2014               | Кухня           | рос. Кухня           | Герман Михайлович Ланд, новий шеф-кухар «Claude Mone» | 17 серій        |
| 2016               | Фізрук          | рос. Физрук          | ведучий фіналу конкурсу «Вчитель року»                |                 |
| 2019               | Жуки            | рос. Жуки            | Володимир Марченко, інвестор                          | 16              |
| 2021               | Жуки-2          | рос. Жуки            | Володимир Марченко, інвестор                          | 16              |

### Озвучування мультфільмів
- 1992—1994 — Капітан Пронін — Капітан Пронін
- 1992 — Туман із Лондону — Туман із Лондону

## Радіо
- 1998—1999 — монорадіоспектакль «Капітанська дочка», постановник, озвучування
- 2006 — нині — «Театральне середовище братів Верників» (радіостанція «Культура»), ведучий